# Roger de Lauria
Pour les articles homonymes, voir Lauria (homonymie).
Roger de Lauria, Ruggero di Lauria ou Roger de Llúria ou encore Roger de Lloria, dit le « Grand Capitaine » né en 1245 ou vers 1250 et décédé vers 1305), est un amiral qui vécut entre la seconde moitié du XIIIe siècle et le début du XIVe siècle. Il s'illustra notamment au cours de la guerre des Vêpres siciliennes, au service de différents partis.

## Biographie
Roger de Lauria naît en 1245 ou vers 1250, selon les sources, à Lauria dans la région de Potenza (Basilicate), fils de Richard de Lauria, vraisemblablement issu de la noblesse normande d'Italie méridionale.
En 1262, suivant sa mère, qui est une dame de compagnie de la reine Constance de Sicile, quand cette dernière épouse Pierre III d'Aragon, il rejoint la cour catalane à Barcelone, y est élevé et y séjourne durant plusieurs années. Son père ayant servi Manfred de Sicile, il est cependant à Naples en 1268 lors de la mort du roi Conradin. Après la chute des Hohenstaufen, il est alors contraint de fuir la ville en compagnie d'autres exilés Gibelins et de se réfugier auprès de sa mère à Barcelone.
En 1282, il est nommé amiral de la flotte catalane, qu'il commande brillamment, devenant le véritable artisan de la suprématie maritime de la Couronne d’Aragon en Méditerranée. Mais sa renommée est rapidement éclipsée par celle de Roger de Flor avec lequel on le confond parfois. Pierre III le Grand lui accorde le comté de Cocentaina, dans le royaume de Valence, dont il est le premier titulaire, pour services éminents rendus à la Couronne.
Il défend la Sicile et les droits des rois aragonais contre les Angevins, après les Vêpres siciliennes, mettant en déroute une flotte française commandée par Barthélemy Bonvin et Guillaume Cornut, les amiraux de Charles d'Anjou lors de la bataille de Malte, le 8 juin ou 8 juillet 1283.
En 1284 il bat le prince de Salerne Charles II d'Anjou, héritier du trône napolitain, dans la baie de Naples, et il mène une campagne en Calabre.
Peu après, il revient en Catalogne, appelé par Pierre III le Grand, pour s'opposer à l'avance des Français, lancés dans la Croisade d'Aragon. Sa victoire la plus remarquable, il la remporte contre la flotte française de Philippe III le Hardi, à la bataille navale des Formigues, les 3 et 4 septembre 1285. Ce faisant, il rompt les lignes de communication des envahisseurs en Catalogne et ruine complètement la puissance navale française de l'époque. Il participe également à la bataille du col de Panissars (1285), au cours de laquelle les Almogavres battent les troupes françaises qui, totalement déroutées, refluent de Catalogne.
En 1286, à l'issue de la croisade d'Aragon, la flotte de l'amiral Roger de Lauria remonte l'Orb jusqu'à Sérignan. Les maisons de Valras, l'église Saint-Martin, l'abbaye de Saint-Geniés et Sérignan sont pillés et détruits.
En juin 1292, réduit à l'inactivité par une trêve entre les Aragonais et les Angevins, il conduit la flotte royale en Méditerranée orientale pour piller les possessions byzantines, sous prétexte de contraindre l'empereur Andronic II à rendre des biens ayant appartenu à l'ex-impératrice Constance de Hohenstaufen. Au cours des opérations il pille ainsi Lesbos, Lemnos, Chios, Corfou et Monemvasie, mais aussi les possessions de seigneurs latins vassaux des Angevins, comme Andros, Tínos et Mykonos, Kythnos, Céphalonie et Leucade et capture Giorgio Ier Ghisi qui l'avait attaqué à Port-de-Jonc.
Aux termes du Traité d'Anagni de 1295, le roi Jacques II d'Aragon devait céder le trône sicilien aux Angevins ; son frère puîné Frédéric accepte cependant la couronne que lui offrent les Siciliens et combat alors contre les Angevins et contre son frère. Roger de Lauria appuie d'abord Frédéric qui le nomme « amiral de Sicile » le 25 mars 1296. Il finit par revenir au service de Jacques le 2 avril 1297. Ses terres siciliennes lui sont confisquées car il est considéré par le nouveau roi comme un traître, mais il vainc les Siciliens au Capo d'Orlando en 1299. Lorsque la paix de Caltabellotta est signée entre les deux frères, en 1302, Roger se retire dans son comté de Cocentaina.
Le « Grand Capitaine » meurt à Valence le 17 janvier 1305 et est inhumé à Santes Creus près de Barcelone, comme il l'avait lui-même établi le 10 septembre 1291.

## Personnalité
Les qualités personnelles de  Roger de Lauria contrastent avec ses capacités militaires et ses succès. D'un tempérament irascible, comme en témoignent ses nombreux duels, sa conduite de guerre brutale comportait également des massacres de femmes et d'enfants. En plus de sa cruauté, sa gloire est aussi obscurcie par sa cupidité.

## Mariage et descendance
Roger de Lauria s'est marié deux fois, d'abord en 1279 avec Margherita Lancia, sœur de Corrado et Manfredi, puis en 1291 Saurina d'Entença, l'une des sœurs de Berenguer d'Entença, l'un des chefs des Almogavres en Orient qui lui survit. Dès le premier mariage, il a un fils, Roger (Rogeronus) qui souffrait d'épilepsie et qui succède à son père dans les fiefs et les possessions des royaumes de Valence et de Sicile et dans la seigneurie de Gerba et la Qerqena  et trois filles, Beatrice, Gioffredina et Ilaria. Du second mariage naissent trois fils, Roberto, mort très jeune, Berengario  qui lui succède après la mort de son frère aîné, le 24 novembre 1307, dans tous les fiefs et possessions, Carlo, et une fille, Margherita qui, en 1385, aide financièrement la construction de la Chartreuse de Porta Cœli.

## Savoir faire et influence
Roger de Lauria est sans aucun doute un génie militaire. Ses quatre victoires entre 1283 et 1287 influencèrent de manière décisive le cours de la guerre des Vêpres siciliennes et les rapports de force en Méditerranée occidentale, car la flotte sicilo-catalane put obtenir une souveraineté illimitée sur la mer et faire ainsi de la Sicile une forteresse maritime imprenable. Les deux victoires successives, après l’accession du roi Charles II d'Anjou, passent au second plan du point de vue de la stratégie navale, car elles n'impriment pas un tournant définitif au cours de la guerre. Enfin, son mérite est surtout que  de 1283 à 1297 Pierre III et ses deux fils ont su défendre la Sicile contre une coalition d'ennemis.

## Postérité
- Le cuirassé Ruggiero di Lauria (en) de la Regia Marina (Marine royale), achevé en 1888 et détruit en 1909, a été nommé d'après Roger de Lauria.
- Le patrouilleur Ruggiero di Lauria, lancé en 2023, a également été nommé en son honneur.
- Roger de Lauria était un destroyer de la classe Oquendo de la marine espagnole, lancé en 1967 et détruit en 1982.
- Un bataillon de l'une des principales unités de parachutistes des forces aéroportées espagnoles porte son nom[8].
- Une statue lui est élevée à Barcelone et Tarragone. Dans le sud de l'Italie, en Catalogne et en Aragon, de nombreuses rues ainsi que plusieurs associations et hôtels portent son nom.

## Images

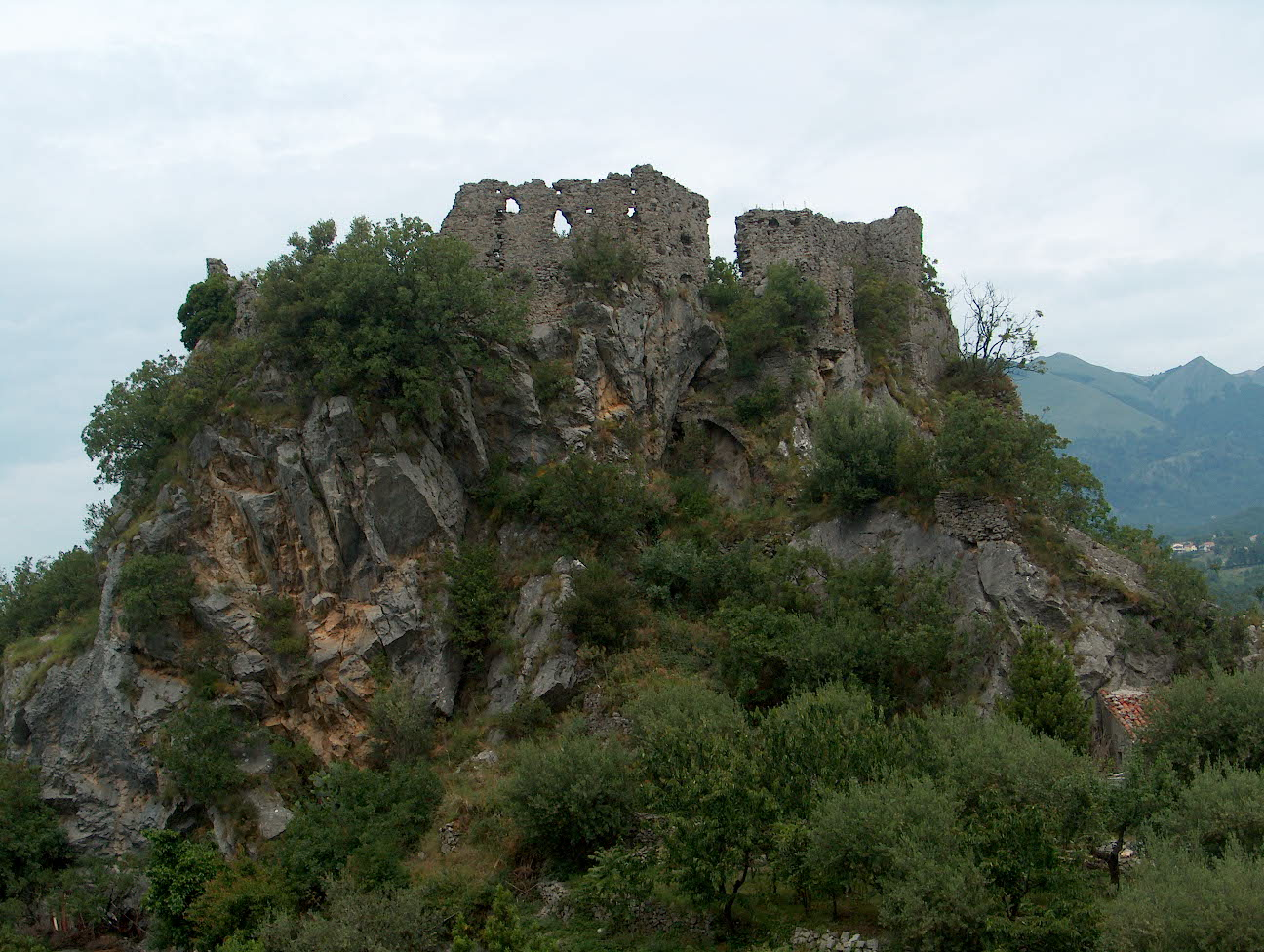
Vestiges du château de Roger à Lauria.
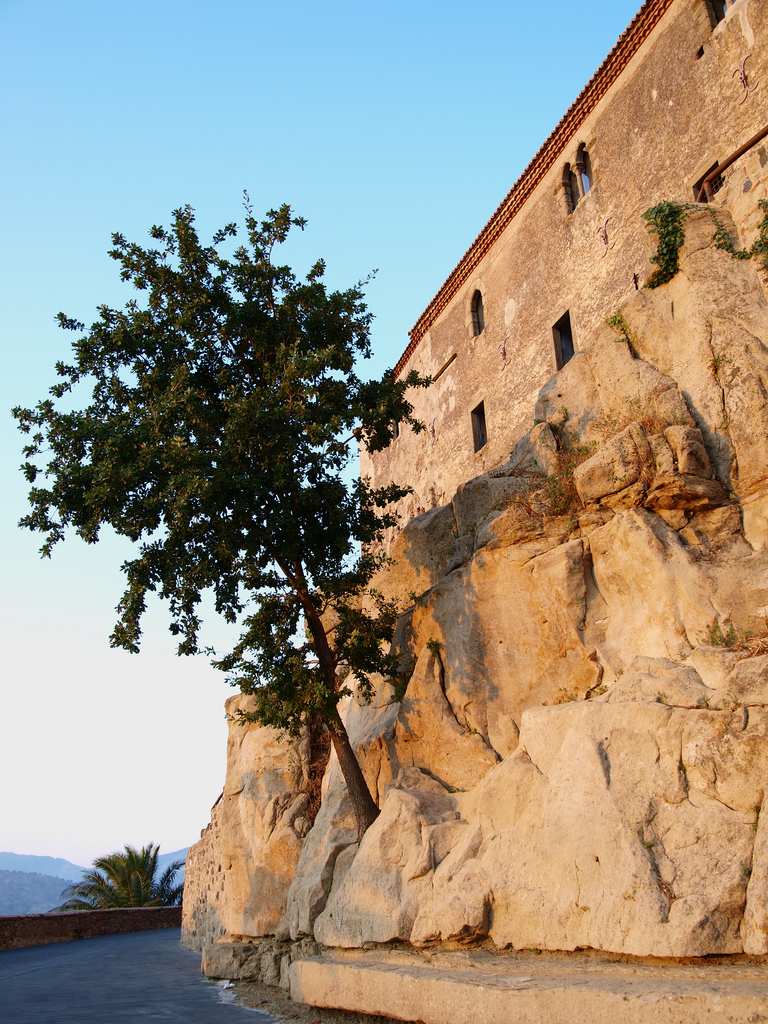
Le château de Castiglione, en Sicile, résidence de Roger.
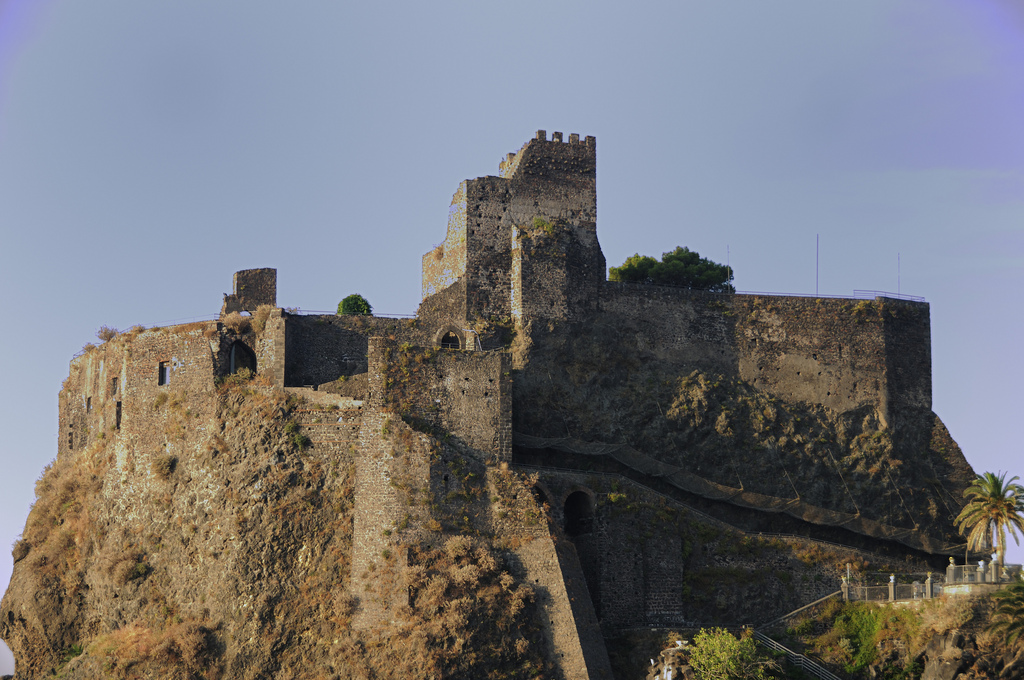
Le château de Aci, en Sicile, autre résidence de Roger.
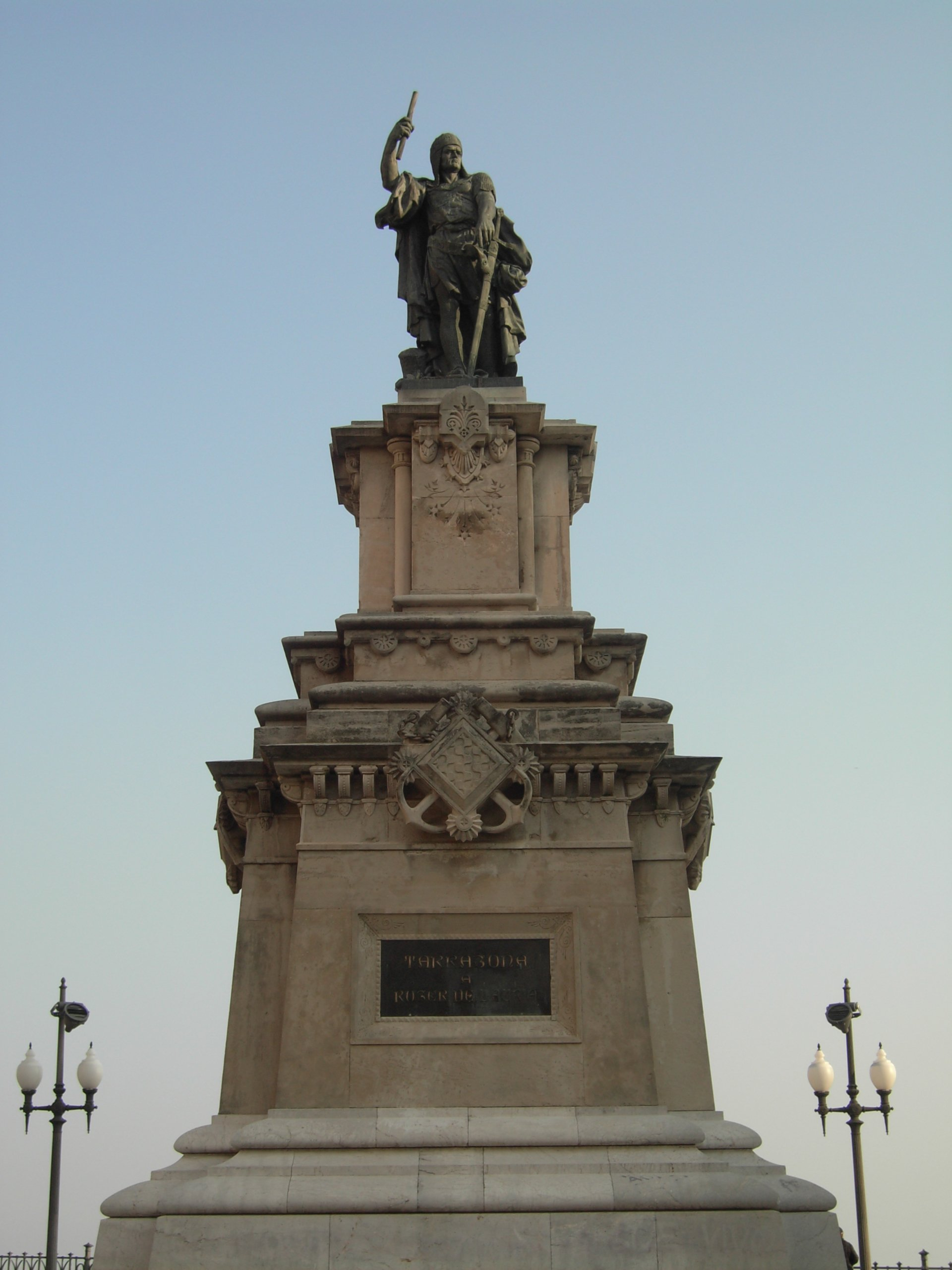
Monument à Roger de Llúria à Tarragone.
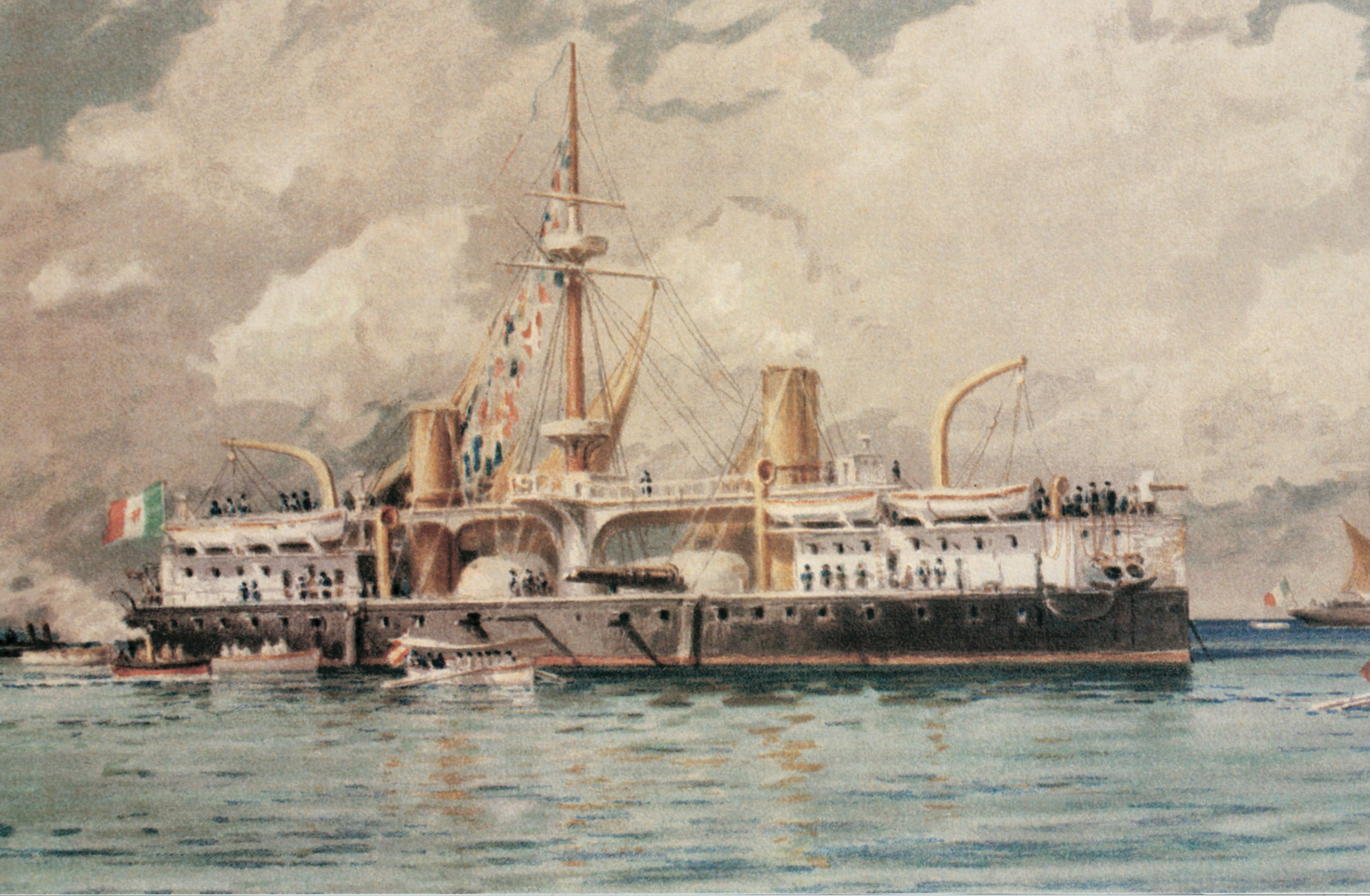
Cuirassé Ruggiero di Lauria (en) de la Regia Marina.
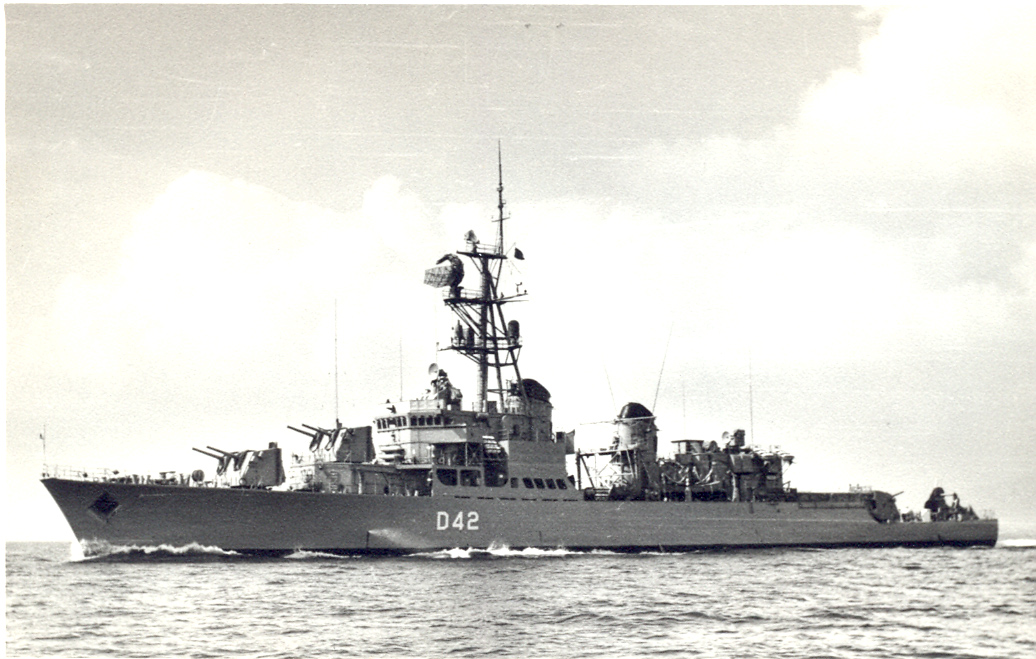
Destroyer D-42 Roger de Loria de la marine militaire espagnole.
Blason de la brigade de parachutiste espagnole Roger de Loria.
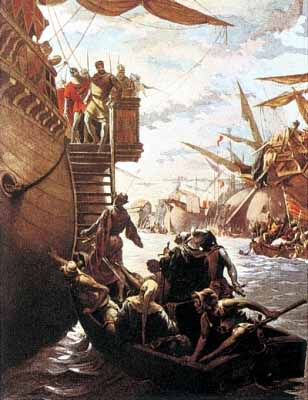
Roger de Lauria et le fils du comte d'Anjou, tableau de Ramon Tusquets i Maignon.